# Leiv Warren Donnan

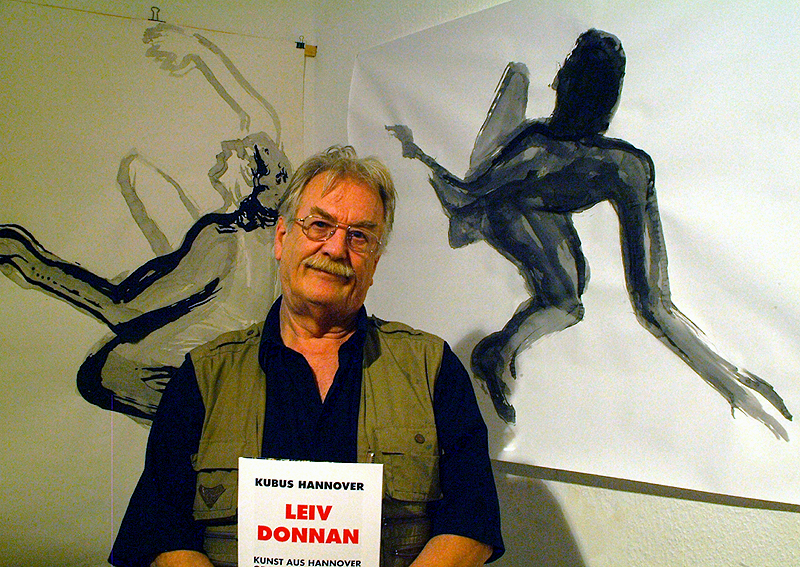
Leiv Warren Donnan, hier mit Werken im Atelier Rühmkorff 3 und einem Katalog vom KUBUS Hannover während des Zinnober-Kunstvolkslaufes, 2012

Leiv Warren Donnan (* 23. Juli 1938 in Bairnsdale in Australien) ist ein australisch-deutscher Maler, Grafiker, Zeichner und Kunsterzieher. Er lebt und arbeitet in Hannover.

## Leben
Leiv W. Donnan studierte in West-Berlin an der Staatlichen Hochschule für bildende Kunst das Fach Kunstpädagogik und war 1964 Meisterschüler für Malerei. Im selben Jahr war er Mitbegründer der Produzentengalerie Großgörschen 35 in Berlin. Zu dieser ersten Galerie ihrer Art in Deutschland gehörten unter anderem Kollegen wie Markus Lüpertz und Wolfgang Petrick.
Nach seinem Ersten und Zweiten Staatsexamen als Kunsterzieher wirkte Donnan zunächst im Schuldienst in Berlin und ab 1972 in Hannover an der Tellkampfschule.
Donnan, Mitglied des Deutschen Künstlerbundes, beschickte ab 1963 zahlreiche Ausstellung im In- und Ausland.
Arbeiten Donnans finden sich in öffentlichen Sammlungen wie etwa im Märkischen Museum in Witten, in der Kunsthalle Bochum, im Kupferstichkabinett Berlin, in der Albertina in Wien, an der University of Texas, in der Galerie des 20. Jahrhunderts – Nationalgalerie Berlin, im Landesmuseum Hannover, im Museum August Kestner sowie im Sprengel Museum Hannover.
Helmut R. Leppien schrieb einmal über Leiv W. Donnan:

„Die Arbeitsmethode wird anschaulich; das Entdecken extremer Bewegungsmotive auf Bildern, deren Intention nicht Kunst ist, und ihre Verwandlung zu Zeichen ... Die von Donnan fixierten Fetzen von Bildern aus der Realität erwecken im Betrachter einen Prozeß, der über Rezeption und Analyse hinausgeht.“

1979 unterhielt Donnan Wohnung und Atelier unter der Adresse Liebigstraße 13 im hannoverschen Stadtteil List.
Anlässlich seines eigenen 80. Geburtstages schenkte Donnan dem Sprengel Museum Hannover 68 eigene Druckgrafiken und 41 Grafiken von anderen Künstlern. In der Folge zeigte das Museum eine Sonderausstellung mit Donnan-Radierungen. Donnan, der oftmals mehrere Platten übereinander druckte und so die Grenzen zwischen Figürlichem und Abstraktion verwischte, erläuterte während er Vernissage im Künstlergespräch mit der Kuratorin Karin Orchard:

„Heutzutage kommen immer mehr Bilder auf uns zu. Ich will diesen Prozess verlangsamen und dafür sorgen, dass sich der Betrachter seinerseits den Bildern zuwendet.“

Leiv Warren Donnan wurde mit seinem Werk in die „Künstlerdatenbank und Nachlassarchiv Niedersachsen“ aufgenommen.

## Schriften
- Leiv Warren Donnan (Text) et al.: Ulrich Hanschke. Lichtkinetik, Ausstellungskatalog, Berlin: Haus am Lützowplatz, Fördererkreis Kulturzentrum, 1977[2]